# Zdzisław Sikorski (polityk)
Zdzisław Jan Sikorski (ur. 6 stycznia 1931 w Komorowie, zm. 16 października 2014) – polski polityk, poseł na Sejm PRL VIII kadencji.

## Życiorys
Uzyskał tytuł zawodowy magistra inżyniera zootechnika w Szkole Głównej Gospodarstwa Wiejskiego w Warszawie 1955, w 1965 na tej samej uczelni ukończył studia rolnicze. Był prezesem zarządu rolniczej spółdzielni w Wołominie, a także przewodniczącym prezydium tamtejszej Powiatowej Rady Narodowej. W latach 1980–1985 pełnił mandat posła na Sejm PRL VIII kadencji w okręgu Warszawa Praga-Południe. Zasiadał w Komisji Handlu Wewnętrznego, Drobnej Wytwórczości i Usług, Komisji Rolnictwa i Przemysłu Spożywczego, Komisji Rolnictwa, Gospodarki Żywnościowej i Leśnictwa oraz w Komisji Rynku Wewnętrznego, Drobnej Wytwórczości i Usług.
Pochowany na Cmentarzu Komunalnym Północnym w Warszawie.

## Odznaczenia
- Krzyż Kawalerski Orderu Odrodzenia Polski
- Złoty Krzyż Zasługi